# 失蹤者
失蹤人，是失蹤人口的一員，他的家屬、朋友，甚至其他的相關人士，用盡任何方法都找不到他。
常见的的误解就是：失踪以后需要24小时或48小时才能立案，但实际上这种情况很少会发生。通常只要提供失踪者可能受到暴力胁迫或者其他证明其异常失踪的证据，执法人员便会迅速立案并开始调查。
并不是所有失踪者都是暴力犯罪或其他犯罪的受害者。大多数失踪者会在48小时至72小时内被找到或者自行回来。

## 失蹤的可能原因
自我意識下的行為
- 夜逃（如东汉末年的河内太守李敏）
- 歸隱、隱居（搬遷，主動與親友斷絕聯繫）（如法蒂玛王朝第六代哈里发哈基姆）
- 離家出走
- 宗教上的出家修行（如老子）

遇難
- 旅遊或登山時，迷路（如彭加木）
- 因各种灾难遇难但找不到遗体，如山泥傾瀉、滑坡等自然灾害，和各种人为灾难。
- 因交通事故失踪，以船舶和飞机失踪为主。

犯罪被害人
- 遭到绑票或誘拐（如章莹颖、王德辉、陸正）
  - 包括儿童在内，无行为能力的人失踪，一般认为失踪原因是由他人犯罪造成（如伊坦·帕兹失踪案、馬德琳·麥卡恩失蹤事件）
- 人口販賣的「豬仔」（奴隸） （例如被拐賣到詐騙園區的受害者）
- 被杀的可能性很高但一直找不到遗体（如郁达夫、储安平）

其他
- 罪犯潛逃（棄保潛逃）（如高严）
- 戰亂（任務中失蹤）（如王羲之之父王旷、骆宾王、朱允炆）
- 露宿者（有些會斷絕與親友的連絡）
- 逃避徵兵

## 相關作品
文學作品
- 怪物 (衛斯理)
- 燃燒的地圖
- 謎蹤
- 車靈

電視劇
- 失蹤現場